# Египетски божества по азбучен ред
Тази статия представя списък на египетски божества по азбучен ред.
Трябва да се има предвид, че понякога при египетските божества съществуват няколко варианти на имената.

## А
Аару – Аах – Ак – Акен – Акер – Акса – Ам-Хе – Амам – Амаоунет – Амемет – Аменотхес – Амент – Аментет – Аммит – Аммут – Амон – Амон-Зевс – Амон-Ра – Амсет – Амунет – Анат – Андж – Анджети – Анджт – Анкет – Антзи – Анти – Антуеу – Ану – Анубис – Анукет – Анукис— Анупу – Анхор – Анхур – Апедемак – Аперетисет – Апет – Апи – Апис – Апопис – Апофис – Ареснуфис – Ареснуфис-Дедун – Арсафес – Асет – Астарта – Атон – Атум – Ахекует – Аш

## Б
Ба-Пеф – Баби – Баха— Баст – Бастет – Бат – Бата – Бес

## Г
Геб

## Д
Дедун – Дедуен – Джен – Дуамутеф – Дуат – Дуаур – Дунануи

## E
Еджо – Енеада

## И
Изида – Изис – Иментет – Именхи – Имхотеп – Ипет – Ирта – Ирто – Ихи

## К
Кебсенуф – Кек – Кекет – Кеку – Кемур – Клорел

## М
Маа – Маат – Мандулис – Матит – Мафдет – Ментит – Мерет – Мерит – Мерур – Мехен – Мин – Мневис – Монту – Мут
Мехит

## Н
Наунет – Небут – Нейт – Непри – Нефертум – Нефтида – Нехбет – Нонет – Нун – Нунет – Нут – Нефтис

## О
Огдоада – Озирис – Опет – Онурис

## П
Пакхет – Петбе – Птах (Пта) – Птах-Сокар

## Р
Ра – Ра-Хоракти – Рененутет – Ренпет – Решеф

## С
Саа – Сатис – Секер – Серапис – Серкет – Сет – Сехмет – Собек

## Т
Тауарет – Темет – Тенемет – Тененит – Тефнут – Тот – Тум – Туту – Тховт – Тутанкамон

## У
Уаджет—— Уепаует

## Х
Хапи – Хатмехит – Хатор – Хегет – Хедетет – Хека – Хемен – Хемсут – Хепри – Хесат – Хех – Хонсу – Хор – Хорус – Хнум

## Ш
Шаи – Шай – Шед – Шедит – Шезму – Шентаит – Шепес – Шесметет – Шесму – Шетат – Шу – Шишко